# 34038 Abualragheb
34038 Abualragheb è un asteroide della fascia principale. Scoperto nel 2000, presenta un'orbita caratterizzata da un semiasse maggiore pari a 2,2867616 au e da un'eccentricità di 0,1038552, inclinata di 4,51291° rispetto all'eclittica.